# Henry Trinder
Pas d'image ? Cliquez ici

a Compétitions nationales et continentales officielles uniquement.

b Matchs officiels uniquement.
Dernière mise à jour le 6 février 2023.
Henry Richard Trinder, né le 14 avril 1989, est un joueur anglais de rugby à XV. Il évolue au poste de centre.

## Biographie
Trinder fit sa première apparition sous le maillot de Gloucester en remplaçant brièvement Leon Lloyd vers la fin de la saison 2007-2008. Il fut titulaire quatre fois la saison suivante, remplaçant Mike Tindall lorsque ce dernier était blessé ou jouait avec l'équipe d'Angleterre.
Trinder fut appelé en équipe d'Angleterre pour le match annuel face aux Barbarians en mai 2014 ; cette sélection ne fait néanmoins pas l'objet d'une cape internationale officielle.
Le 12 avril 2021, après treize années à Gloucester, Trinder s'engage à Vannes en Pro D2 en tant que joker médical pour le reste de la saison.